# Fehlerseite
Eine  Fehlerseite ist eine Webseite, die angezeigt wird, wenn man beispielsweise auf einen Toten Link im Internet klickt bzw. eine nicht existente URL aufruft. Die meisten Browser zeigen dabei die vom Webserver gelieferte Standard-Seite; eine Ausnahme ist der Internet Explorer von Microsoft, der stattdessen eine eigene Seite anzeigt, was die Fehlersuche mitunter deutlich erschwert.
Fehlerseiten können vom Webmaster der Seite individuell angelegt werden.
Bei Webservern, die mit der Software Apache betrieben werden, legt der Inhalt der htaccess-Datei auf dem Webserver fest, welche Seite bei welchem HTTP-Statuscode (siehe nächsten Absatz) ausgegeben wird. Der (mittlerweile ausgestorbene) Internet Explorer zeigt diese nur bei einer Größe von über 512 Bytes an.
Fehlerseiten sind meist anhand von HTTP-Statuscodes kategorisiert. Die häufigsten und daher bekanntesten Fehlercodes sind 404 „nicht gefunden“ und 500 „Interner Serverfehler“. Die Statuscodes ab 400 betreffen Client-Fehler mit Fehler in der Anfrage, die Statuscodes ab 500 Server-Fehler mit scheinbar gültigen Anfragen, die der Server jedoch nicht beantworten kann.

## HTTP-Statuscodes
Häufige Fehlermeldungen auf Englisch und Deutsch:
- 4xx: Client-Fehler
  - 400: Bad Request, Fehlerhafte Anfrage, Ungültige Anforderung; fehlerhafte Syntax oder unbekannte Zeichen in der Anfrage
  - 401: Unauthorized, Nicht autorisiert, Zugriff verweigert; meist passwortgeschützt, Login
  - 403: Forbidden, Verboten, Unzulässig; Zugriff für den Rechner des Users gesperrt
  - 404: Not Found, Nicht gefunden; Dokument entfernt, verschoben oder umbenannt
  - 410: Gone, Unter dem angegebenen URI ist keine Ressource mehr erreichbar und es ist keine Weiterleitungsadresse bekannt
- 5xx: Server-Fehler
  - 500: Internal Server Error, Interner Fehler, Interner Server-Fehler; z. B. Fehlfunktion eines CGI-Skripts, Prozessabsturz, Ressourcenengpass
  - 501: Not Implemented, Nicht implementiert; erforderliche Funktionalität oder Voraussetzung beim Server nicht vorhanden
  - 502: Bad Gateway, Gatewayfehler; ungültige Antwort eines anderen Servers bei Gateway- oder Proxybetrieb
  - 503: Service Unavailable, Vorübergehend nicht verfügbar; Server überlastet, ausgefallen oder in Wartung